# LKC Vitesse
LKC Vitesse was een korfbalclub uit Leiden. De club werd opgericht op 1 november 1904 en was de eerste korfbalclub van Leiden. De club had haar accommodatie aan de Zoeterwoudsesingel.
Eerst werden er alleen maar vriendschappelijke wedstrijden gespeeld, maar vanaf het seizoen 1907-1908 ging Vitesse deelnemen aan de competitie van de Nederlandse Korfbal Bond, het werd ingedeeld in de tweede klasse afdeling Zuid-Holland. In het seizoen 1912-1913 werd Vitesse voor het eerst kampioen van de afdeling Zuid-Holland en mocht de club spelen om het kampioenschap van Nederland.
In een beslissingswedstrijd won Vitesse van DVD uit Amsterdam en was de club voor het eerst kampioen van Nederland.
In het seizoen 1913-1914 prolongeerde Vitesse haar landstitel, door in de kampioenscompetitie tegen Onder Ons (Oosterbeek) en DTV alle wedstrijden te winnen.
De laatste landstitel veroverde Vitesse in 1917, wederom waren Onder Ons en DTV de tegenstanders.
Na 1920 verdween Vitesse uit de hoogste klassen en door teruglopende ledenaantallen werd de club in 1932 opgeheven.

## Erelijst
- Kampioen van Nederland (3x): 1913, 1914, 1917